# Le Sautèlh
Le Sautèlh (en occità Sautel) és un municipi francès del departament de l'Arieja i la regió d'Occitània.